# Amorpha alpina
Amorpha alpina är en fjärilsart som beskrevs av Clark 1927. Amorpha alpina ingår i släktet Amorpha och familjen svärmare. Inga underarter finns listade i Catalogue of Life.